# DOS (besturingssysteem)

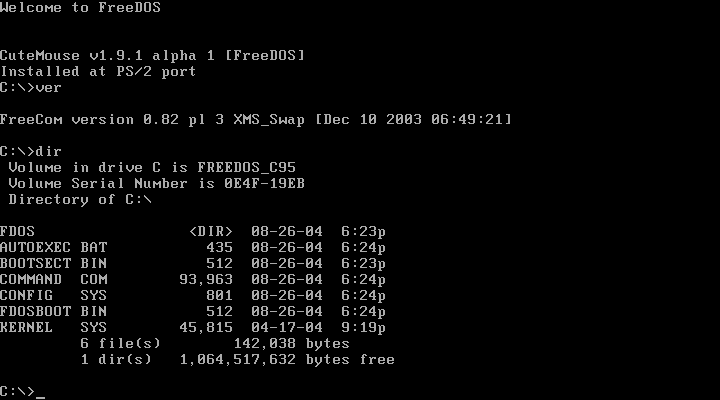
Beeld van FreeDOS.

Het acroniem DOS staat voor disk operating system, oftewel een besturingssysteem voor apparaten met schijfstations (diskdrives). Bij de opkomst van computers met diskette was het handig om na de opstartcyclus (boot-strap) een commando-processor en hulpprogramma's te laden.

## Geschiedenis
In 1973 schreef Gary Kildall in de programmeertaal PL/M een van de eerste diskettebesturingssystemen. Hij noemde het CP/M.
Zes jaar later, in 1979, kwam Apple al met zijn DOS 3.2. In 1980 wilde Seattle Computer Products (SCP) voor de 8086-systemen een besturingssysteem hebben en besloot het zelf te laten ontwikkelen, omdat het bedrijf Digital Research vertraging had opgelopen bij het uitbrengen van het CP/M-86 besturingssysteem. Dit besturingssysteem van SCP werd QDOS 0.10 gedoopt, wat niet staat voor Quality Disk, maar voor Quick and Dirty Operating System, omdat het slechts in twee maanden gebouwd was. Ondanks deze snelle ontwikkeling, bleek dit besturingssysteem toch erg goed te werken en een week later kwam EDLIN op de markt.
In oktober 1980 nam Paul Allen van Microsoft contact op met SCP met het verzoek om het DOS van SCP te mogen verkopen aan een niet nader genoemde klant, die later IBM bleek te zijn. Microsoft betaalde SCP 50.000 dollar voor deze rechten. Twee maanden later hernoemde SCP hun QDOS tot 86-DOS en bracht dit uit als versie 0.3. Microsoft kocht de (niet-exclusieve) rechten om 86-DOS op de markt te brengen.
In februari 1981 draaide "MS-DOS" voor de eerste keer op een prototype van de IBM Personal Computer en in juli kocht Microsoft alle rechten van SCP en doopte het besturingssysteem officieel tot MS-DOS.

## Werking
Na het POST-proces van de pc start DOS met een aantal programma's, waaronder het bestand AUTOEXEC.BAT. In dit bestand wordt aangegeven welke opdrachten moeten worden uitgevoerd bij het starten van DOS. Na het uitvoeren van AUTOEXEC.BAT komt de gebruiker op de opdrachtregel, waarin commando's kunnen worden getikt.

## DOS-klonen
- MS-DOS
- DR-DOS (opvolger van CP/M-86)
- FreeDOS
- OpenDOS
- PC-DOS (5.0, 6.0, 6.1, 6.2, 6.22, 6.3, 7.0, 8.0)
- PTS-DOS